# Emerich-Ambros-Ufer
Das Emerich-Ambros-Ufer ist eine beidseitig der Weißeritz verlaufende Innerortsstraße in den Dresdner Stadtteilen Friedrichstadt und Löbtau. Sie ist Teil des Äußeren Stadtrings und verbindet die Löbtauer/Nossener Brücke mit der Flügelwegbrücke und der Fröbel-/Coventrystraße.

## Verlauf
Das Emerich-Ambros-Ufer verläuft links und rechts der Weißeritz. Beide Straßenteile sind Einbahnstraßen für den Kraftverkehr. Die Seite rechts der Weißeritz ist für den Verkehr Löbtauer−Flügelwegbrücke (in Fließrichtung), die Seite links der Weißeritz für den Verkehr Flügelweg−Löbtauer Brücke vorgesehen.
Das Emerich-Ambros-Ufer beginnt von Löbtau aus an der Löbtauer Straße (östlicher Straßenteil) bzw. an der Kreuzung von Wernerstraße und Columbusstraße (westlicher Straßenteil) und verläuft zunächst in nördlicher Richtung. Etwa 300 Meter weiter münden die Fahrspuren der Löbtauer Brücke in das Emerich-Ambros-Ufer. Im folgenden Verlauf bis zur Fröbelstraße ist der Straßenzug als Bundesstraße 173 eingestuft. Nach der Kreuzung Fröbelstraße verläuft das Emerich-Ambros-Ufer weiter entlang der Weißeritz in nordwestlicher Richtung. Der westliche Straßenteil mündet dann in die Lübecker Straße. Der östliche Straßenteil ist noch etwa 300 Meter länger und endet erst am Flügelweg.

## Geschichte

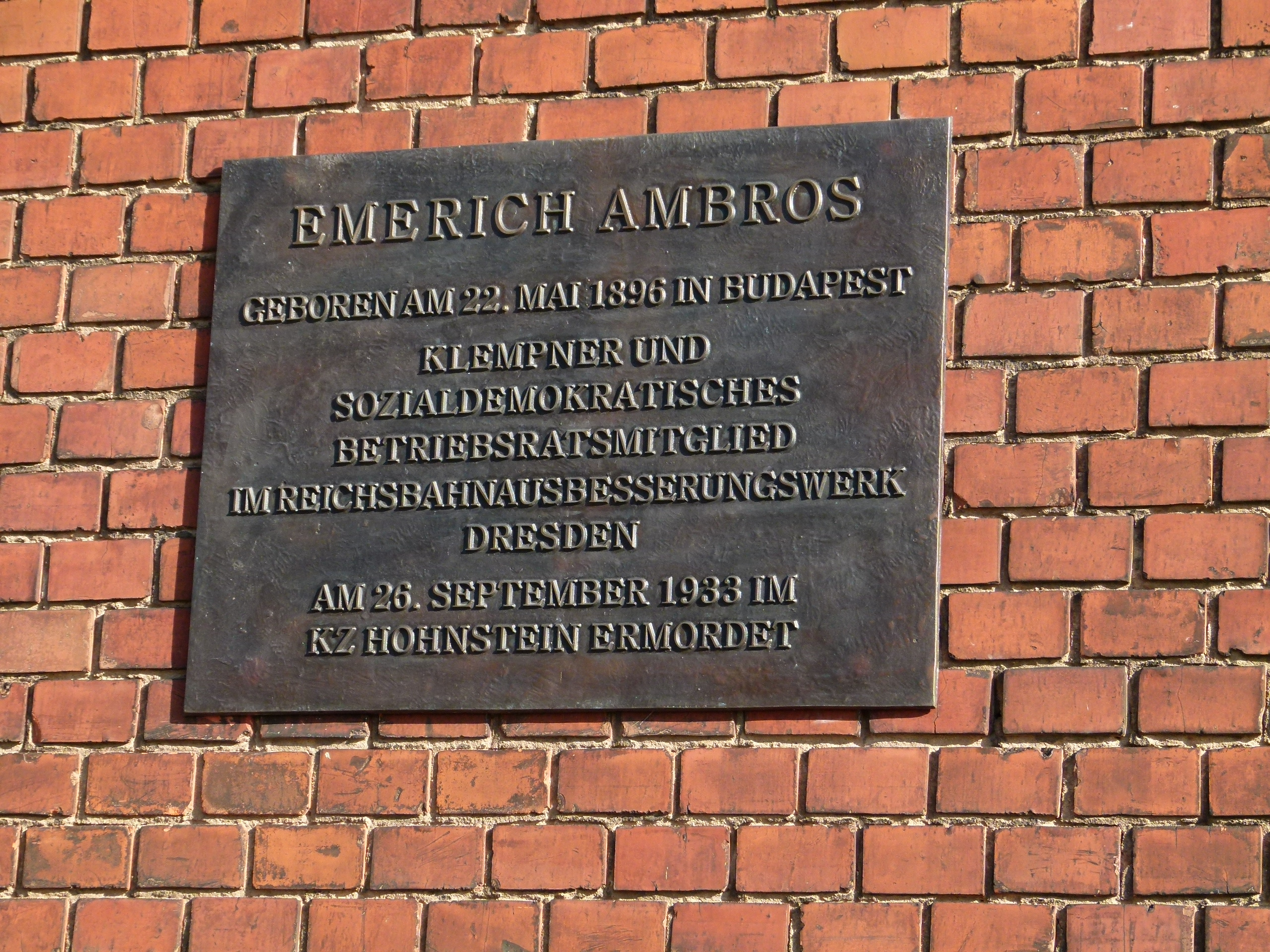
Gedenktafel für Emerich Ambros

Zwischen 1891 und 1893 wurde die Weißeritz nach Westen verlegt. Nach Fertigstellung der Arbeiten entstand zu beiden Seiten des neuen Flussbettes eine Uferstraße. In den Jahren 1894 und 1898 erhielten beide Straßenteile den Namen Weißeritzufer.
Nach dem Ende des Zweiten Weltkrieges 1945 bekam die Straße den Namen des im KZ Hohnstein ermordeten ungarischen Widerstandskämpfers Emerich Ambros (1896–1933). Er arbeitete vor seiner Verhaftung durch die Nationalsozialisten im nahegelegenen Reichsbahnausbesserungswerk Dresden. An ihn erinnert seit 2006 eine Tafel am Gebäude Emerich-Ambros-Ufer 50.
In den 1990er Jahren wurde die Straße zum Teil der Dresdner Westumfahrung ausgebaut. Eine Erweiterung des westlichen Straßenteils von der Lübecker Straße zum Flügelweg ist geplant, wird aber derzeit nicht aktiv weiterverfolgt.

## Bebauung

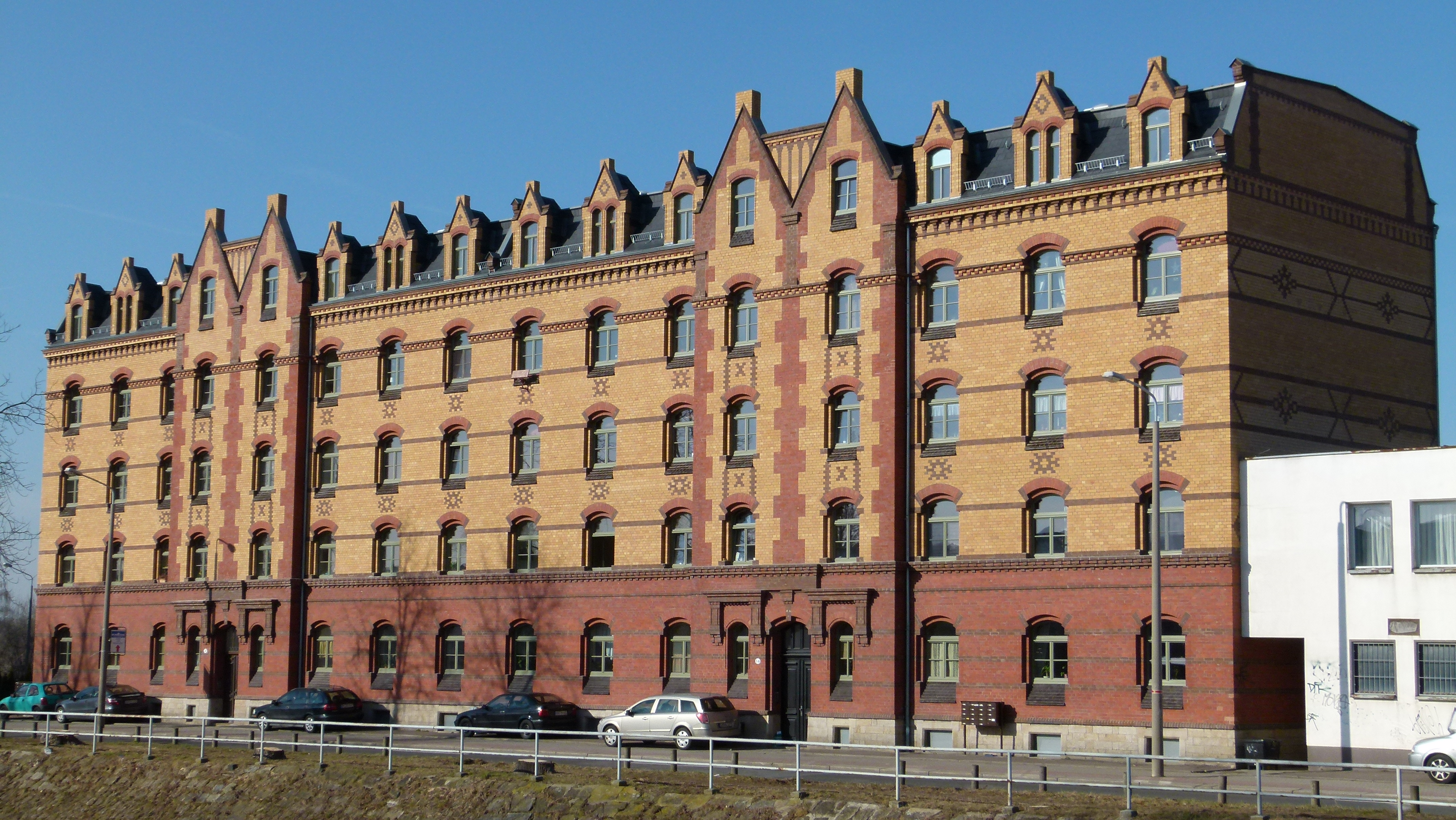
Das Gebäude Emerich-Ambros-Ufer 54–56

Der Straßenzug wurde ab 1893 mit Wohnhäusern für die Arbeiter des Rangierbahnhofes Dresden-Friedrichstadt und des Eisenbahnbetriebes bebaut. Im Jahr 1917 entstand auf ehemaligem Reichsbahngelände die Kleingartensparte „Providentiae“, die nach dem Krieg den Namen „Lübecker Ecke“ erhielt und mit gegenwärtig 249 Parzellen zu den größten Kleingartenanlagen Dresdens zählt.
Im Jahr 1934 entstand durch Eisenbahner ein Sportplatz östlich des Emerich-Ambros-Ufers. Das Areal wurde in den Folgejahren erweitert, 1956 entstand hier die damals größte Sporthalle Dresdens. Das Gelände wird heute vom Eisenbahner-Sportverein Dresden genutzt.
Am Emerich-Ambros-Ufer befinden sich heute neun Dresdner Kulturdenkmale.